# آب‌نبات تافی افرا
آب‌نبات افرا (یا تافی افرا در زبان انگلیسی کانادایی، تایر D'érable در زبان فرانسوی کانادایی؛ همچنین قند در برف یا آب نبات در برف در ایالات متحده) نوعی آب‌نبات ساخته شده از جوشاندهٔ شیره گیاهی افرا است که از درخت افرا گرفته می‌شود. اما قبل از زمانی که آن را تبدیل به کره افرا یا شکر افرا می‌کنند. این بخشی از فرهنگ سنتی در کبک، انتاریوی شرقی، نیوبرانزویک و شمال نیو انگلند است. در این مناطق، شیره افرا بر روی برف ریخته می‌شود و سپس با یک قاشق چوبی کوچک مانند چوب پاپ کیک یا یک چنگال شام فلزی برداشته می‌شود.

## روش
آب‌نبات با جوشاندن شربت افرا به حدود ۱۱۲ درجه سانتیگراد (۲۳۴درجه فارنهایت) می‌رسد. بهتر است از دماسنج آب‌نبات استفاده شود. مایع ضخیم ممکن است در یک شعله بسیار کم یا در یک ظرف آب گرم نگهداری شود، اما نباید به شکل کریستال‌های دانه‌ای شود. سپس این مایع روی برف پاک ریخته می‌شود، و پس از آن سرد می‌شود که به سرعت در حال ضخیم شدن است. هنگامی که به اندازه کافی سفت شد، آب‌نبات را می‌توان برداشت و خورد. شربت اولیه را در دمای بالاتر جوش می‌دهد، نتیجه نهایی ضخامت آب‌نبات بیشتر خواهد بود. به‌طور معمول مانند دانه‌های نرم است، این نوع آب‌نبات اغلب در کنار ساخت شربت افرا در کارخانه قند یا کلبهٔ روستایی تهیه می‌شود.

## مناطق
تولید این محصول در کبک، در یک "cabane à sucre" (به معنای واقعی کلمه، کلبهٔ روستایی، در فضای باز که شیره افرا به شربت و شکر جوشانده می‌شود) انجام می‌شود و آبنبات تافی با غذاهای سنتی کبکی مصرف می‌شود، از جمله بسیاری از مردم شکر افرا را به عنوان یک چاشنی برای غذاهای گوشتی استفاده می‌کنند. در نیو انگلند، آب نبات نرم به‌طور سنتی با دونات، ترشی تره‌فرنگی و قهوه سرو می‌شود. ترشی و قهوه برای مقابله با شیرینی شدید آب‌نبات استفاده می‌شود.
آب‌نبات تافی افرا در استان کانادایی منیتوبا نیز با استفاده از شربت از درخت افرای جعبه‌ای ساخته می‌شود. شربت و تافی که از افرای جعبه‌ای تولید می‌شود عموماً تیره‌تر و عطر و بوی خاصی دارد که از شکر افرا ساخته شده‌است.